# کولینتس
کولینتس (به چکی: Kolinec) یک منطقهٔ مسکونی در جمهوری چک است که در ناحیه کلاتووی واقع شده‌است. کولینتس ۴۸٫۷ کیلومتر مربع مساحت و ۱٬۴۵۴ نفر جمعیت دارد و ۵۴۵ متر بالاتر از سطح دریا واقع شده‌است.